# Тяжлов Іван Терентійович
Іван Терентійович Тяжлов (нар. 1910 — пом. ?) — радянський футболіст, захисник.

## Життєпис
Вихованець горлівського футболу. У 1928 році в складі горлівського «Металіста» став віце-чемпіоном України. У 1936 році разом з групою інших горлівських гравців перейшов у команду сталінградського тракторного заводу, в складі якої виступав до 1947 року.

## Позиція на полі та стиль гри
Виступав на позиції крайнього захисника.
Ось як згадував про Тяжлова старший тренер сталінградського «Трактора» Юрій Ходотов:
|  | Середнього зросту, не особливо швидкий, але він умів правильно вибрати позицію, відрізнявся тим, що абсолютно не піддавався на обманні рухи та інші хитрощі суперників. |

## Статистика
| Команда                | Сезон   | Чемпіонат | Чемпіонат | Чемпіонат | Кубок | Кубок | Загалом | Загалом |
| Команда                | Сезон   | Рів.      | Матчі     | Голи      | Матчі | Голи  | Матчі   | Голи    |
| ---------------------- | ------- | --------- | --------- | --------- | ----- | ----- | ------- | ------- |
| «Дзержинець СТЗ»       | 1936    | IV        | 1*        | 0*        | 3     | 0     | 4*      | 0*      |
| «Трактор» (Сталінград) | 1937    | IV        | 10        | 0         | 2     | 0*    | 12      | 0*      |
| «Трактор» (Сталінград) | 1938    | I         | 22        | 0         | 0     | 0     | 22      | 0       |
| «Трактор» (Сталінград) | 1939    | I         | 20        | 0         | 0     | 0     | 20      | 0       |
| «Трактор» (Сталінград) | 1940    | I         | 17        | 0         | —     | —     | 17      | 0       |
| «Трактор» (Сталінград) | 1941    | I         | 9         | 0         | —     | —     | 9       | 0       |
| «Трактор» (Сталінград) | 1945    | I         | 16        | 0         | 1*    | 0     | 17*     | 0       |
| «Трактор» (Сталінград) | 1946    | I         | 15        | 0         | 1     | 0     | 16      | 0       |
| «Трактор» (Сталінград) | 1947    | I         | 4         | 0         | 0     | 0     | 4       | 0       |
| «Трактор» (Сталінград) | Загалом | Загалом   | 113       | 0         | 4*    | 0*    | 117*    | 0*      |
| Усього                 | Усього  | Усього    | 114*      | 0*        | 7*    | 0*    | 121*    | 0*      |

Примітка: позначкою * відзначені колонки, дані в яких, ймовірно, неповні.